# Moacșa
Moacșa (en hongrois Maksa) est une commune roumaine du județ de Covasna dans le Pays sicule en Transylvanie. Elle est composée des deux villages suivants :
- Moacșa, siège de la commune
- Pădureni (Sepsibesenyő)

## Localisation
Moacșa est située au centre du județ de Covasna, à l'est de la Transylvanie, sur les rives de la Pădureni, à 17 km de Sfântu Gheorghe (Sepsiszentgyörgy).

## Monuments et lieux touristiques
- Église réformée du village de Pădureni (construite au XVe siècle), monument historique
- Manoir Babós - Forró du village de Pădureni (construite en 1825), monument historique
- Site archéologique de Lencséskút du village de Moacșa
- Colline Pivnițele Mari[2]
- Lac Moacșa
- Rivière Pădureni